# 레밍턴 모델 12

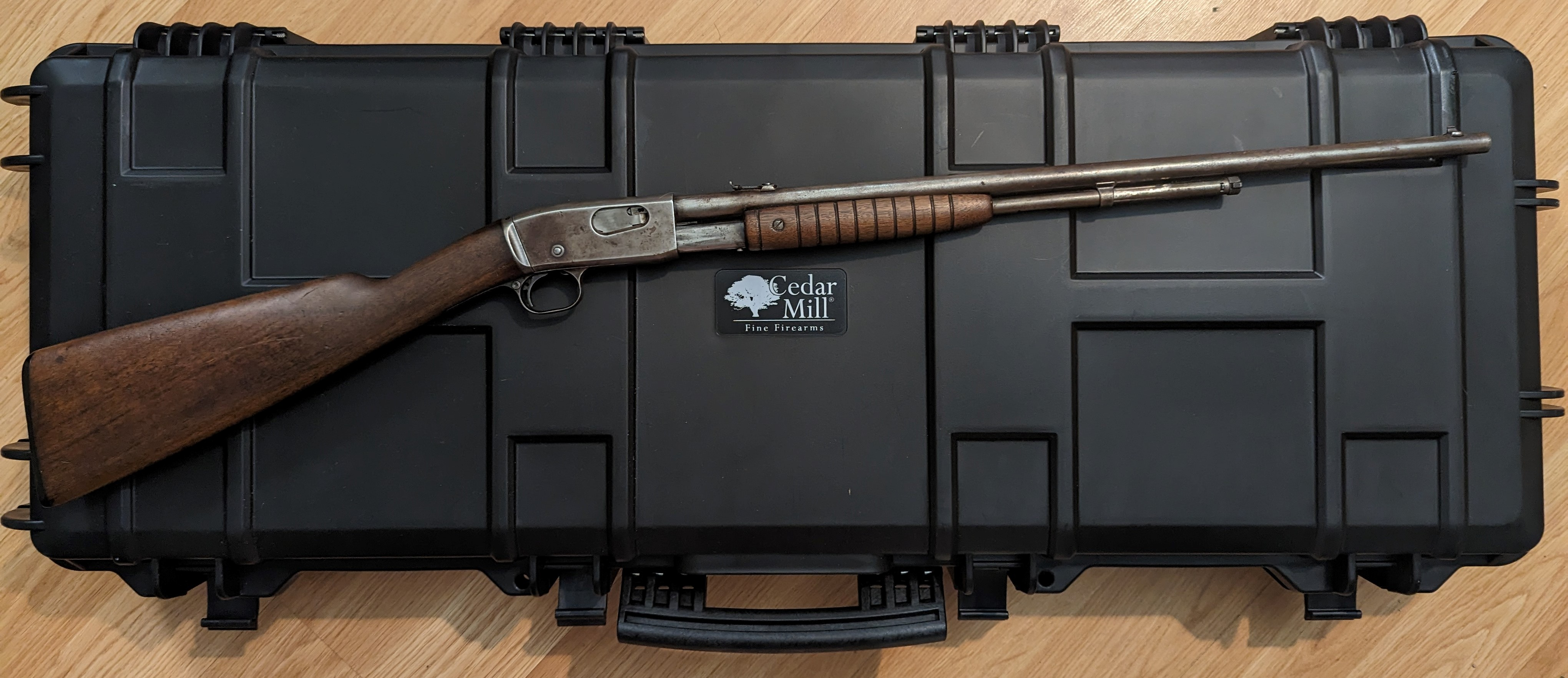

레밍턴 모델 12(Remington Model 12)는 존 페더슨이 설계하고 레밍턴 암스에서 1909년부터 1936년까지 생산한 슬라이드 액션 테이크다운 소총이다.
모델 12는 .22 구경 림파이어(Rimfire)를 장착하고 각각 14발, 11발, 10발의 관형 탄창 용량을 갖춘 숏, 롱, 롱라이플 카트리지를 수용한다. S 등급 소총 변형에는 .22 윈체스터 림파이어 카트리지와 기능적으로 동일한 독점 .22 레밍턴 스페셜 카트리지가 장착되어 있다.

## 모델 12B
모델 12B "갤러리 스페셜"은 사격장에서 사용하도록 설계되었으며 .22 숏 카트리지만 발사할 수 있다.